# Gaius Fonteius Capito (Konsul 59)
Gaius Fonteius Capito war ein römischer Politiker und Konsul des Jahres 59 n. Chr.

## Familie und Herkunft
Gaius Fonteius Capito entstammte einer Familie der plebejischen Nobilität, die seit dem 2. Jahrhundert v. Chr. mehrere Prätoren stellte, aber erst am Ende der Republik im Jahre 33 v. Chr. einen Konsul stellte. Im 1. Jahrhundert der Kaiserzeit gewann die Familie größere Bedeutung und stellte mehrere Konsuln. Sie war eine der nicht sehr zahlreichen noch existierenden Senatorenfamilien, deren senatorische Ursprünge bis in die Zeit der mittleren Republik zurückreichten. Die Familie stammte nach den Angaben Ciceros aus dem italischen Tusculum.

## Leben und politische Tätigkeit
Gaius Fonteius Capito war wahrscheinlich der Sohn oder Enkel des gleichnamigen Konsuls des Jahres 12 n. Chr. Sein Bruder Fonteius Capito war einer der Konsuln des Jahres des Jahres 67 n. Chr. Er selbst wurde unter Nero zusammen mit Gaius Vipstanus Apronianus ordentlicher Konsul des Jahres 59 n. Chr.